# Váncsod
Váncsod es un pueblo ubicado en el distrito de Berettyóújfalu, en el condado de Hajdú-Bihar, Hungría.

## Superficie
Posee una superficie de 34,43 kilómetros cuadrados.

## Demografía
Hasta 2019 la población era de 1127 habitantes, con una densidad de población de 32,73 habitantes por kilómetro cuadrado.